# 特羅斯佳涅茨區 (蘇梅州)

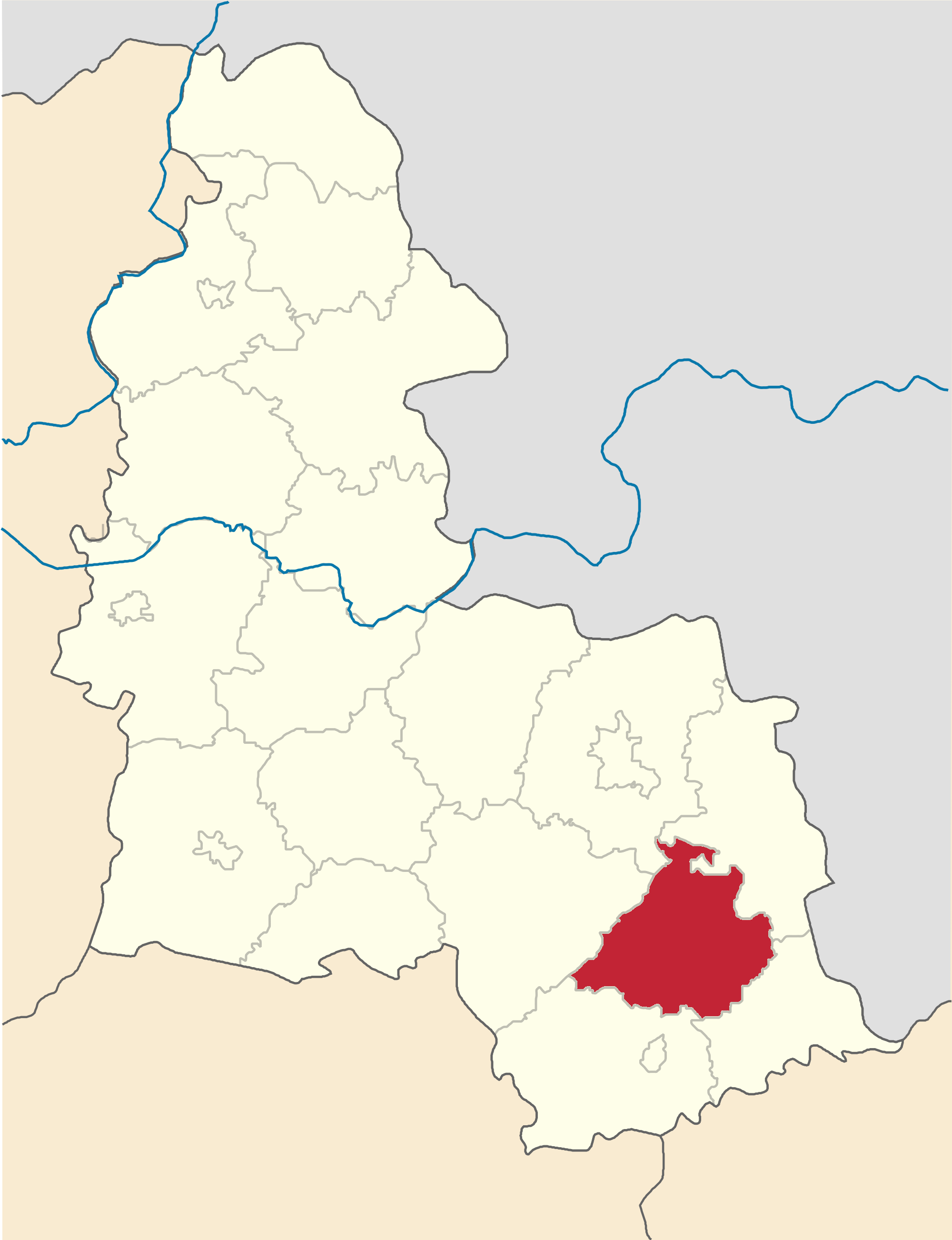
撤销前特羅斯佳內茨區在苏梅州的位置

特羅斯佳涅茨區（烏克蘭語：Тростянецький район），曾是烏克蘭東北部蘇梅州的一個區，行政中心設於特羅斯佳涅茨，面積1,065平方公里，2013年人口36,597，人口密度每平方公里34.7人。
该区在2020年7月18日的乌克兰行政区划改革中被撤销，改革后蘇梅州下分为5个区。